# 斯托尔贝自然保护区
斯托尔贝自然保护区或称斯托比自然保护区（俄语：Госуда́рственный приро́дный запове́дник «Столбы́»）是一处俄罗斯的严格自然保护区，位于克拉斯诺亚尔斯克以南10公里处，东部赛亚山脉的西北地区。该保护区以其引人注目的岩石群而闻名；保护区3.5%的部分对那些想要访问和攀登岩石的徒步旅行者开放，每年有超过20万游客来此地游玩。这处保护区建于1925年，由风景如画的正长岩和周围的岩石景观组成，公园占地面积47,219公顷。目前斯托尔贝自然保护区已被联合国教科文组织列入世界遗产名录预备名单中。

## 地形
保护区的自然边界是东北部叶尼塞河的右侧支流巴扎伊哈河，马纳河（Mana River）和斯莱兹涅瓦河（Bolshaia Slizneva）在其南部和西南部，保护区毗邻东北部的克拉斯诺雅尔斯克市。保护区被分为两部分，第一部分是“笔直的斯托尔贝”（Stolby），面向游客开放。 第二部分是“狂野的斯托尔贝”位于保护区的深处，那里并不对游客开放。

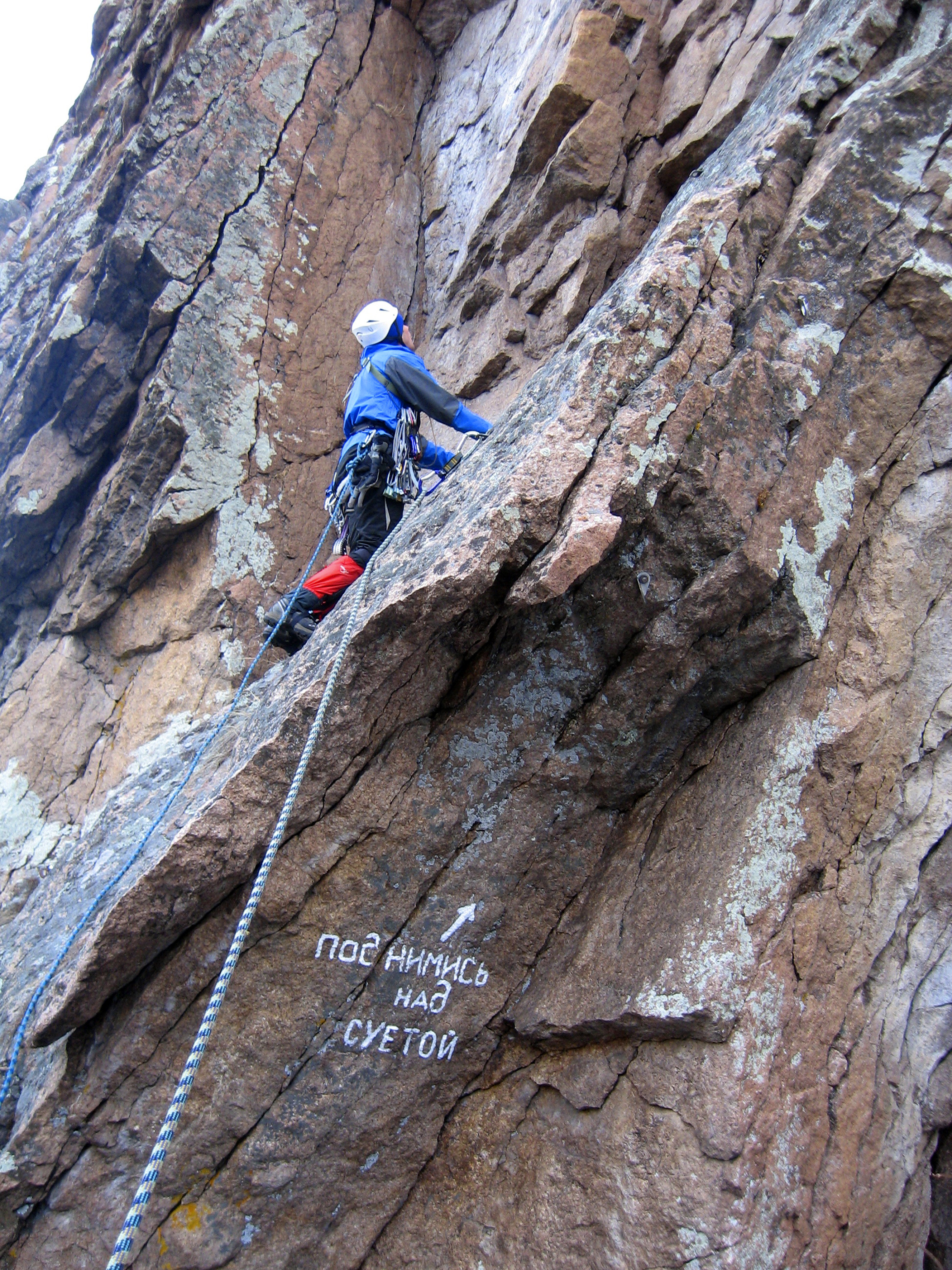
斯托尔贝保护区的登山者

## 植物群和动物群
保护区内植物约有740种维管植物，260种苔藓植物。冷杉针叶林是萨彦东部地区的典型植物，十分盛行。保护区的领地上已发现有290种脊椎动物，动物群具有明显的针叶林动物特征（红背鼠、紫貂、西伯利亚麝、花尾榛雞等），森林草原动物（西伯利亚麋鹿、草原臭鼬、长尾黄鼠等）。
还有俄罗斯濒危物种《红色名录》中的物种：
- 植物：布袋兰、杓兰、沼泽兰花（英语：Dactylorhiza majalis）、四裂红门兰、针茅鸵（英语：Stipa pennata）等。
- 鸟：鱼鹰、金雕、猎隼、游隼等。

## 生态旅游和访问
游客可以乘坐城市公交到达保护区的边界。游客来到保护区主要是一些被统称为斯托尔贝（Stolby）的岩石所吸引，保护区内甚至还有一些岩石拥有自己独特的名字。位于保护区附近的克拉斯诺亚尔斯克居民150多年来常在斯托尔贝保护区参与体育运动以及冒险度假。
游客可前往以下几片区域：
- 中央支柱距离保护区7公里，是一块占地约宽5公里，长约10公里的地段。这里拥有1–4号独特的岩石柱：Ded[c]、Perja[d]、Lvinnyj vorota[e]，最受欢迎的则是Golubye katushki[f]和Dymokhod[g]。1899年，布尔什维克的青年在十月革命前，曾经来到斯托尔贝中央支柱第二岩柱上，写下了：俄语：，意为：“自由”一词。 一百多年间，后来的登山者断断续续对该词进行粉刷。再加上由于攀登此处有难度，政府也未能将此碑文抹去。[6]
- 狂野的支柱内有名称为：曼斯卡亚斯坦卡（Manskaya Stenka）和曼斯卡亚巴巴（Manskaya Baba）的岩柱等。但由于位于保护区深处的缓冲区，故不对游客自由开放。[6]

## 历史上的探索
- 丹尼尔·戈特利布·梅塞施密特（英语：Daniel Gottlieb Messerschmidt）在西伯利亚探险的时候，在1720–1727年间于克拉斯诺亚尔斯克住了七年，并游览了斯托尔贝。
- 维他斯·白令在1733-1734年间也曾来到此地游览。
- 1735年，第二堪察加半岛探险队的陆路队员，包括自然学家約翰·喬治·格梅林和他的助手斯捷潘·克拉舍尼尼科夫，都曾到达斯托尔贝。
- 1771年至1773年，著名的西伯利亚探险家彼得·西蒙·帕拉斯参观了斯托尔贝。他在克拉斯诺亚尔斯克住了一年，从事专著《俄罗斯帝国各个省份的旅行》、《俄罗斯国家的植物描述》、《俄罗斯-亚洲动物地理学》。
- 西伯利亚于19世纪30年代开始的淘金热，并在斯托尔贝发现了金矿。
- 1833年，在斯托尔贝里有67对紫貂，狐狸以及成千上万只其他动物被提取了皮毛。
- 1870年和1880间，克拉斯诺亚尔斯克体育馆的老师伊万·萨文科夫（Ivan Savenkov）开始组织学生去斯托尔贝旅行。萨文科夫写了一份克拉斯诺亚尔斯克郊区的地形描述，之后他于1886年出版了这份文件。这份文件后来成为了西伯利亚所有初级地质学家起初开始工作时必备的文件。
- 叶尼塞省的执行委员会在1925年6月30日的决议中宣布该自然保护区正式命名为“斯托尔贝”。
- 1947年，已婚夫妇耶连娜·克鲁托夫斯卡娅（Yelena Krutovskaya）和詹姆斯·杜基特（James Dulkeyt）在斯托尔贝建立了一个保护区，专门保护及饲养偷猎者打伤的动物。该处动物保护区位于保护区内游客可以游览的区域。[7]
- 从20世纪40年代末到21世纪初，共发表了16篇研究大气污染和旅游开发对针叶树生态系统的影响科学论文集。这一系列研究的“支柱”之一：伊万·贝尔贾克（Ivan Beljak），是关于该地区研究其中几本书的作者。[8]
- 2000年，动物保护区成为“罗伊夫鲁奇（Royev Ruchey）”动物园的基地。

## 注解
1. ↑  意为：大泥河
2. ↑  当地火山岩石柱的名称
3. ↑  意为：老人石
4. ↑  意为：羽毛崖
5. ↑  意为：国王小门
6. ↑  意为：祭坛石
7. ↑  意为：灶石